# Ser zgorzelecki
Ser zgorzelecki – ser wytwarzany na terenie Zgorzelca, pierwotnie przez emigrantów greckich osiadłych na tych ziemiach po II wojnie światowej. Wyrób sera przypomina tradycyjną grecką fetę, jednak w warunkach polskich używano, oprócz mleka koziego i owczego, również krowiego.